# Брестово (Деспотовац)
Брестово је насеље у Србији у општини Деспотовац у Поморавском округу. Према попису из 2022. било је 225 становника.

## Порекло становништва
Према подацима из 1926. г.
Старо је село било одмах више Медвеђе, одакле се преселило за време боја на Милави. У то време имало је, кажу, само седам кућа кровињара и папрадњача покривених папратом. Место на коме је било старо село и данас се зове Селиште.
У селу живе:
- Марићи (25 к., Св. Арханђел), староседеоци.
- Додићи (25 к., Св. Никола); дошли су из Ломнице за време боја на Милави, а у Ломницу су дошли са Малог Косова.
- Арнаутовићи (15 к., Св. Ђорђе и Ђурђевдан), доселили се око 1770. г. из Старе Србије и били су и у старом селу.
- Бугарчићи (20 к., Св. Никола), доселили се око 1830. г. из Тимочке Крајине.
- Кумрићи или Кумбрићи - Власи (30 к., Св. Арханђел), дошли 1830. г. из ресавске Суботице и до сада се скоро сасвим посрбили.
- Маџаревићи (10 к., Св. Ђорђе Алимпије), доселили се око 1830. г. из Срема

## Демографија
У насељу Брестово живи 326 пунолетних становника, а просечна старост становништва износи 48,0 година (46,6 код мушкараца и 49,2 код жена). У насељу има 129 домаћинстава, а просечан број чланова по домаћинству је 3,08.
Ово насеље је великим делом насељено Србима (према попису из 2002. године), а у последња три пописа, примећен је пад у броју становника.
|  |

| Демографија | Демографија | Демографија |
| Година      | Становника  | Становника  |
| ----------- | ----------- | ----------- |
| 1948.       | 723         |             |
| 1953.       | 709         |             |
| 1961.       | 718         |             |
| 1971.       | 686         |             |
| 1981.       | 653         |             |
| 1991.       | 614         | 507         |
| 2002.       | 397         | 559         |

| Етнички састав према попису из 2002.‍ | Етнички састав према попису из 2002.‍ | Етнички састав према попису из 2002.‍ | Етнички састав према попису из 2002.‍ | Етнички састав према попису из 2002.‍ |
| ------------------------------------ | ------------------------------------ | ------------------------------------ | ------------------------------------ | ------------------------------------ |
|                                      |                                      |                                      |                                      |                                      |
| Срби                                 | Срби                                 |                                      | 396                                  | 99,74%                               |
| непознато                            | непознато                            |                                      | 1                                    | 0,25%                                |

| Година пописа     | 1948. | 1953. | 1961. | 1971. | 1981. | 1991. | 2002. |
| ----------------- | ----- | ----- | ----- | ----- | ----- | ----- | ----- |
| Број домаћинстава | 147   | 152   | 159   | 162   | 160   | 140   | 129   |

| Број чланова      | 1  | 2  | 3  | 4  | 5  | 6  | 7 | 8 | 9 | 10 и више | Просек |
| ----------------- | -- | -- | -- | -- | -- | -- | - | - | - | --------- | ------ |
| Број домаћинстава | 32 | 29 | 18 | 22 | 11 | 10 | 6 | 1 | 0 | 0         | 3,08   |

| Пол    | Укупно | Неожењен/Неудата | Ожењен/Удата | Удовац/Удовица | Разведен/Разведена | Непознато |
| ------ | ------ | ---------------- | ------------ | -------------- | ------------------ | --------- |
| Мушки  | 161    | 27               | 117          | 14             | 3                  | 0         |
| Женски | 177    | 11               | 114          | 47             | 5                  | 0         |
| УКУПНО | 338    | 38               | 231          | 61             | 8                  | 0         |

| Пол    | Укупно                    | Пољопривреда, лов и шумарство | Рибарство                            | Вађење руде и камена | Прерађивачка индустрија       |
| ------ | ------------------------- | ----------------------------- | ------------------------------------ | -------------------- | ----------------------------- |
| Мушки  | 107                       | 89                            | 0                                    | 0                    | 1                             |
| Женски | 77                        | 65                            | 0                                    | 1                    | 2                             |
| УКУПНО | 184                       | 154                           | 0                                    | 1                    | 3                             |
| Пол    | Производња и снабдевање   | Грађевинарство                | Трговина                             | Хотели и ресторани   | Саобраћај, складиштење и везе |
| Мушки  | 1                         | 4                             | 4                                    | 0                    | 2                             |
| Женски | 0                         | 0                             | 4                                    | 2                    | 0                             |
| УКУПНО | 1                         | 4                             | 8                                    | 2                    | 2                             |
| Пол    | Финансијско посредовање   | Некретнине                    | Државна управа и одбрана             | Образовање           | Здравствени и социјални рад   |
| Мушки  | 0                         | 0                             | 4                                    | 0                    | 2                             |
| Женски | 1                         | 0                             | 0                                    | 1                    | 1                             |
| УКУПНО | 1                         | 0                             | 4                                    | 1                    | 3                             |
| Пол    | Остале услужне активности | Приватна домаћинства          | Екстериторијалне организације и тела | Непознато            | Непознато                     |
| Мушки  | 0                         | 0                             | 0                                    | 0                    | 0                             |
| Женски | 0                         | 0                             | 0                                    | 0                    | 0                             |
| УКУПНО | 0                         | 0                             | 0                                    | 0                    | 0                             |